# Marinedienstgruppe (Royal Navy)
Die Marinedienstgruppe (MDG RN) der britischen Royal Navy in Cuxhaven war ein militärähnlicher Verband mit deutschem Personal.

## Entstehung der Marinedienstgruppe
Die MDG RN entstand 1951 im Zuge der Auflösung des Minenräumverbandes Cuxhaven (MRVC), dessen wesentliche Aufgaben zusammen mit großen Anteilen des Personals und Materials an die unter US-Leitung aufgestellte Labor Service Unit (B) (LSU (B)) übergingen. Die MDG RN übernahm das Begleitschiff Weser, drei Kriegsfischkutter (KFK) und den Tanker Dievenow. Die KFK verfügten über eine Minenräumausstattung. Zum Personal gehörten 78 ehemalige Angehörige der deutschen Kriegsmarine, die ebenfalls vom Minenräumverband Cuxhaven übernommen worden waren. Die Boote wurden nur für kurze Zeit im Betrieb gehalten und dann abgegeben. So wurde die Weser nach einer Zeit als Auflieger 1953 in die Niederlande verkauft.
Die Koordination der Räumarbeiten mit dem International Mine Clearance Board verblieb in britischer Verantwortung und war Aufgabe der Marinedienstgruppe, während die Räumarbeiten im Wesentlichen durch die LSU (B) durchgeführt wurden. Außerdem übernahm die MDG RN für die in Deutschland stationierten Marineanteile der britischen Besatzungsmacht allgemeine Unterstützungsaufgaben.
Ein etwa zehnköpfiger Expertenstab unter Leitung des ehemaligen Kapitänleutnants und späteren Admirals Armin Zimmermann  beschäftigte sich unter anderem mit der Auswertung der Minenräumoperationen und lieferte den Briten Erkenntnisse über sowjetische Seeminen. Dieses Expertenteam trat 1956 in die Bundesmarine über.

## Deutsche Position
Deutscherseits bestand nach der Auflösung des MRVC zunächst erhebliches Interesse, mit den verbleibenden Fahrzeugen eine Minenräumkapazität aufrechtzuerhalten, auf die man einen gewissen Zugriff hatte. Das Amt Blank ebenso wie das Bundesverkehrsministerium bemühten sich zwischen 1950 und 1952 darum, die Fahrzeuge in deutsche Regie zu übernehmen. Das lehnte die Royal Navy im September 1952 wegen Eigenbedarfs ab. Danach erlosch das deutsche Interesse, weil aus Sicht des Verkehrsministeriums die Minengefahr weitgehend gebannt war und aus Sicht des Amts Blank der Aufbau der LSU (B) den deutschen Vorstellungen über Verteidigungsvorbereitungen in ausreichendem Umfang entsprach.

## Weblink
- Deutsche Marinedienstgruppen 1945 - 1958